# Donald Grody
Donald Peter Grody (* 18. Dezember 1927 in New York City, New York; † 13. Juli 2011 ebenda) war ein US-amerikanischer Schauspieler, Dramatiker und Gewerkschafter. Von 1973 bis 1980 leitete der ausgebildete Jurist die Actors’ Equity Association mit Sitz in New York.

## Leben
Grody wurde in der Bronx in New York City geboren. Nach seiner Schulzeit studierte er ab 1949 Schauspiel an der Royal Academy of Dramatic Art in London im Vereinigten Königreich. Nach seiner Rückkehr in die Vereinigten Staaten machte er seinen Master-Abschluss am Hunter College.
Neben der Schauspielerei begann er später ein Studium der Rechtswissenschaften an der New York Law School, das er 1955 mit der Anwaltsprüfung des Staates New York abschloss. Grody ließ die Schauspielerei ruhen, um für das Arbeitsministerium der Vereinigten Staaten in Washington, D.C. zu arbeiten. Im Anschluss vertrat er die New Yorker Bekleidungsarbeiter im Distrikt 65. Einige Jahre später kehrte er erneut nach Washington zurück, um für das National Labor Relations Board zu arbeiten.
Von 1973 bis 1980 leitete er als Geschäftsführer die Schauspielergewerkschaft AEA, die Actors’ Equity Association, in New York. In seiner Funktion führte er die Tarifverhandlungen für Schauspieler am Broadway als auch für Theater im ganzen Land. Er war auch federführend bei den Bemühungen um die Finanzierung und Schaffung dauerhafter mietzinsverbilligter Wohnungen für Schauspieler im Manhattan Plaza in der West 43rd Street.
Während seiner Zeit bei der Actors’ Equity Association lernte er seine zukünftige Ehefrau Judith Anderson kennen, mit der er bis zu seinem Tod verheiratet war. Das Paar hatte fünf Söhne: Dion, Gordon, James, Jeremy und Patrick. Grody starb im Alter von 83 Jahren an den Folgen von Prostatakrebs in seinem Apartment im New Yorker Stadtteil Manhattan. Er wurde von seiner Ehefrau, seinen Söhnen und drei Enkelinnen überlebt.

## Karriere
Nach seiner Schauspielausbildung war Grody unter anderem in Wonderful Town, Bells Are Ringing, Happy Hunting, Kismet und Gentlemen Prefer Blondes zu sehen. Er spielte in seiner Karriere sowohl am Broadway, Off-Broadway, auf Theaterfestivals und auf zahlreichen Regionaltheater-Bühnen.
Im Alter von 64 Jahren kehrte der Bariton Anfang der 1990er-Jahre auf die Bühne zurück. Eines seiner ersten Stücke war eine Produktion von William Shakespeares Measure for Measure am Off-Broadway. Es folgten Auftritte in nationalen Tourneeproduktionen von Guys and Dolls sowie Parade, gefolgt von Auftritten in Jekyll and Hyde in der Rolle des Poole am Broadway. Er war auch als Ersatzmann in den Broadway-Produktionen Caroline or Change und Grey Gardens zu sehen. Zu weiteren Produktionen gehörten Kopenhagen und Adaptionen von König Lear. Seine Inszenierung des Musicals Ira! The African Roscius feierte das Leben des afroamerikanischen Schauspielers Ira Aldridge aus dem 19. Jahrhundert.
Von 1999 bis 2007 hatte er auch vereinzelt Gastrollen vor der Kamera. So hatte er Auftritte in den Fernsehserien Law & Order als Richter David Wilcox, in Criminal Intent – Verbrechen im Visier als Morris Guardino sowie in Independent Lens. Im Jahr 2004 war er zudem in zwei Kurzfilmen zu sehen.
Im deutschen Sprachraum wurde Grody unter anderem von Harry Täschner synchronisiert.

## Filmografie (Auswahl)
- 1999: Law & Order (Fernsehserie)
- 2003: Criminal Intent – Verbrechen im Visier (Fernsehserie)
- 2004: Heart of Spider (Kurzfilm)
- 2004: Last Call (Kurzfilm)
- 2007: Independent Lens (Fernsehserie)

## Theater (Auswahl)
- 1997: Jekyll & Hyde (Broadway, New York City)[1][5][6]
- 1998: Gypsy (Milburn, New Jersey)[6]
- 1999: Parade (US Tournee)[6]
- 2004: Caroline, or Change (Broadway, New York City)[1][5][6]
- 2004: Mimi Le Duck (New York International Fringe Festival, New York City)[6]
- 2005: She Stoops to Conquer (The Irish Repertory Theater)[6]
- 2006: The Human Comedy (Barrington Stage Company, The Boland Theatre, Koussevitzky Arts Center am Berkshire Community College)[6]
- 2006: Evensong (Off-Broadway, New York City)[6]
- 2006–2007: Grey Gardens (Broadway, New York City)[1][5][6]
- 2008: Oklahoma (Paper Mill Playhouse)[6]
- 2009: King Lear (NY Classical Theatre, Battery Park und Central Park, New York City)[6]